# Lindärva distrikt
Lindärva distrikt är ett distrikt i Lidköpings kommun och Västra Götalands län. 
Distriktet ligger söder om Lidköping. 

## Tidigare administrativ tillhörighet
Distriktet inrättades 2016 och utgörs av en del av området som Lidköpings stad omfattade fram till 1971, delen som före 1969 utgjorde Lindärva socken.
Området motsvarar den omfattning Lindärva församling hade 1999/2000.